# 가자 대모스크

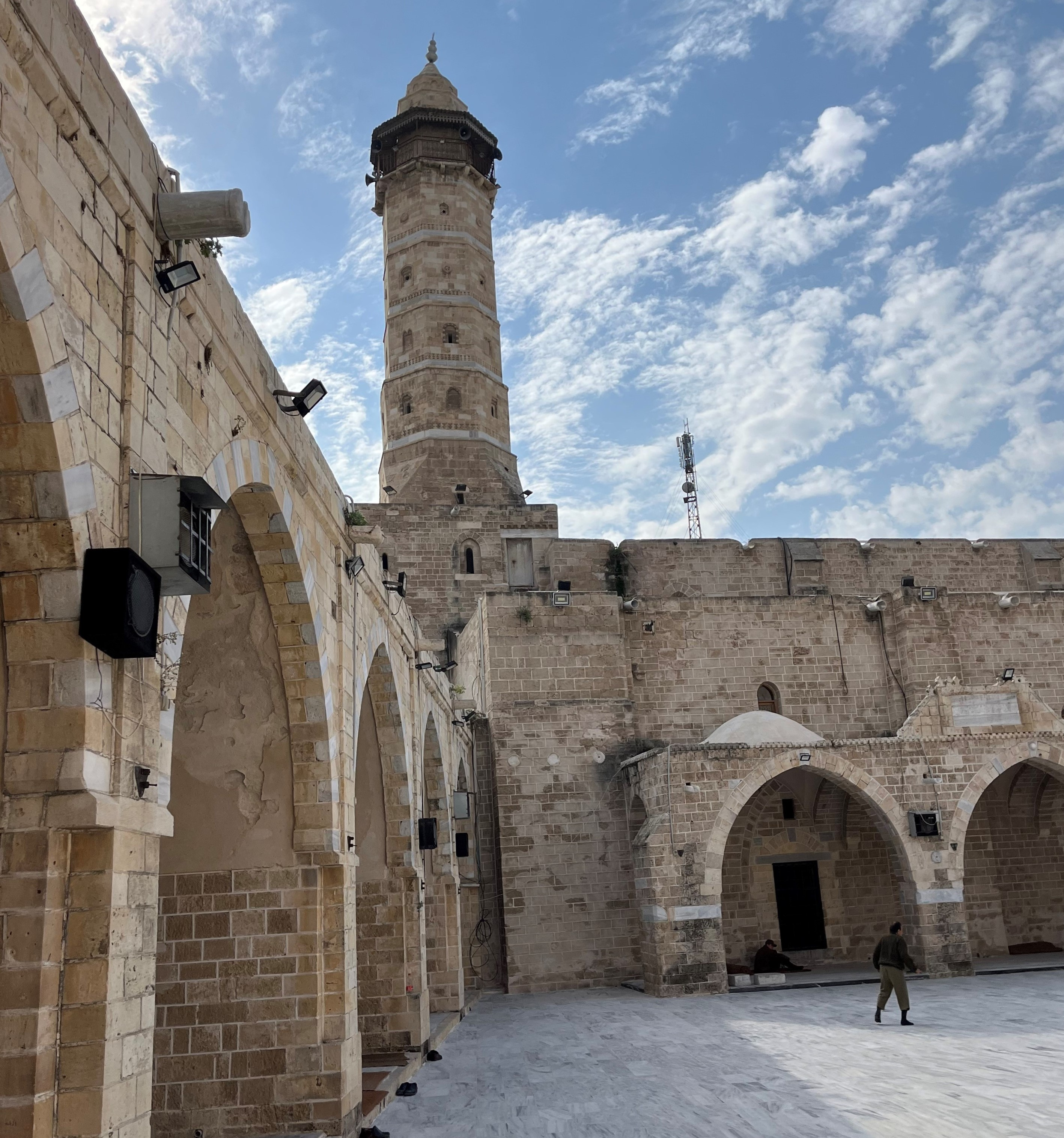
가자 대모스크 (2023년)

가자 대모스크(아랍어: المسجد غزة الكبير)는 팔레스타인 가자 지구 가자에 있었던 모스크다.
고대 블레셋 신전이 있던 자리로 추정되는 이 유적지는 5세기에 비잔틴 제국이 교회를 세우는 데 사용했다. 7세기 이슬람 정복 이후에는 모스크로 바뀌었다. 14세기 아랍 지리학자 이븐 바투타가 "아름답다"고 묘사한 대모스크의 미나렛은 1033년 지진으로 무너졌다. 1149년 십자군은 큰 교회를 세웠다. 1187년 아이유브 왕조에 의해 대부분 파괴되었으며, 13세기 초 맘루크 왕조에 의해 모스크로 재건되었다.
1260년 몽골에 의해 파괴되었다가 곧 복원되었다. 세기 말에 지진으로 파괴되었다. 대모스크는 약 300년 후 오스만 제국에 의해 다시 복원되었다. 제1차 세계대전 중 영국의 폭격으로 심하게 손상을 입은 이 모스크는 1925년 무슬림 최고위원회에 의해 복원되었다. 2023년 12월 7일 이스라엘의 공습으로 다시 파괴되어 대부분의 구조물이 무너지고 미나렛도 부분적으로 파괴되었다.